# Voatamalo eugenioides
Voatamalo eugenioides là một loài thực vật có hoa trong họ Picrodendraceae. Loài này được Capuron ex Bosser miêu tả khoa học đầu tiên năm 1974.